# 瓦勒马拉韦勒
瓦勒马拉韦勒（法語：Val-Maravel，法語發音：[val maʁavɛl]）是法国德龙省的一个市镇，属于迪镇区。

## 地理
瓦勒马拉韦勒（44°35'30"N, 5°34'11"E）面积21.6 平方千米，位于法国奥弗涅-罗讷-阿尔卑斯大区德龙省，该省份为法国东南部内陆省份，北起顺时针与伊泽尔省、上阿尔卑斯省、上普罗旺斯阿尔卑斯省、沃克吕兹省和阿尔代什省接壤。
与瓦勒马拉韦勒接壤的市镇（或旧市镇、城区）包括：拉博姆、拉欧特博姆、蒙布朗、博里耶尔、迪瓦地区莱什。

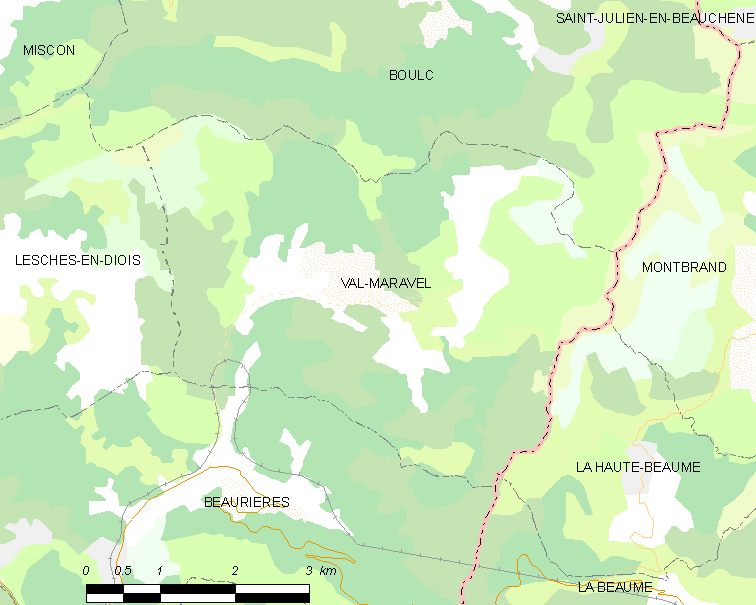
瓦勒马拉韦勒的OSM定位图

瓦勒马拉韦勒的时区为UTC+01:00、UTC+02:00（夏令时）。

## 行政
瓦勒马拉韦勒的邮政编码为26310，INSEE市镇编码为26136。

## 政治
瓦勒马拉韦勒所属的省级选区为迪瓦县。

## 人口

1962-2008年间瓦勒马拉韦勒人口变化图示

瓦勒马拉韦勒于2022年1月1日时的人口数量为49人。